# Lisa (cantante italiana)
Lisa, pseudonimo di Annalisa Panetta (Siderno, 6 gennaio 1977), è una cantante italiana.

## Biografia
Nata in terra calabrese, Lisa ha vissuto a Torino fino all'età di sei anni per poi trascorrere parte della sua infanzia e della sua formazione a Gioiosa Ionica, paese di origine del padre.

### Anni Novanta
Debutta nel mondo della musica nel 1994 con il singolo Con un amico non puoi, scritto, prodotto e realizzato dai suoi primi produttori Massimo Calabrese e Marco Rinalduzzi, inciso con il suo vero nome.
Nel novembre 1997 partecipa a "Sanremo Giovani" con il brano Se aggiudicandosi il secondo posto alle spalle di Annalisa Minetti ed entrando di diritto tra i partecipanti al Festival di Sanremo 1998 dove, con la canzone Sempre, otterrà il secondo posto tra i "Giovani" ed il terzo tra i "Campioni". Il brano riscuote grande successo e spinge in hit parade anche l'album di debutto Lisa, che si avvale di Lisa Stansfield in qualità di autrice della musica di Nei sogni miei.

### Anni Duemila
Nel 2000 partecipa al musical Caino e Abele diretta da Tony Cucchiara nel doppio ruolo di Anna Frank e Giulietta. Nel settembre dello stesso anno, notata da un produttore discografico, firma un contratto con la EMI France per la diffusione dei suoi brani sul mercato internazionale. Nel 2001 pubblica con successo per il mercato francese il suo cavallo di battaglia Sempre.
Nel 2002 pubblica Adesso, singolo che raggiunge anch'esso il primo posto della classifica, e per il quale viene girato un video a Palma di Maiorca. Con il titolo Adesso viene pubblicata anche una raccolta dei suoi primi album.
Nello stesso anno si esibisce davanti a Papa Giovanni Paolo II durante la Giornata Mondiale della Gioventù a Toronto e in seguito partecipa a un programma realizzato dalla Televisione Svizzera per gli italiani residenti all'estero, dividendo la scena con Laura Pausini, Zucchero Fornaciari e Tiziano Ferro.
Nel 2003 torna al Festival di Sanremo con Oceano, canzone composta da Leonardo Zandri e Andrea Sandri con il testo di Mauro Malavasi, che dà il titolo al nuovo album. Nel frattempo pubblica in Francia il singolo Vivre ici.

### Anni Duemiladieci
Nel 2010 viene pubblicato su iTunes il singolo Grido. Il 27 maggio 2016 viene pubblicato l'album Rispetto 6.1, da cui vengono estratti i singoli Non è perfetto, pubblicato il 6 maggio, e Rispetto, uscito il 14 settembre. Nello stesso anno, assieme a due colleghe appartenenti alla stessa casa discografica, promuove nuovamemnte due canzoni (Sempre e Grido)  nel programma MilleVoci di Gianni Turco.
Nell'estate del 2017 parte per il suo Rispetto 6.1 Tour.
Nel giugno 2018 partecipa al programma Ora o mai più, talent show di Rai 1 condotto da Amadeus dove racconta che, per problemi di salute, si era dovuta temporaneamente fermare. Affiancata da Marco Masini, vince due puntate del programma e si aggiudica la vittoria finale portando il brano inedito C'era una volta, pubblicato all'indomani della vittoria. Dal 15 luglio al 21 ottobre la cantante è occupata nel C'era una volta tour 2018 in città italiane ed estere.
Nel 2019 è impegnata in vari programmi televisivi RAI e Mediaset. Durante la notte di San Silvestro è ospite della trasmissione di fine anno L'anno che verrà condotta da Amadeus su RAI 1.

### Anni Duemilaventi
Fra il 2020 e il 2021 partecipa a diversi programmi televisivi ed è costretta a rinviare il Qui e Ora Tour a causa delle imposizioni governative attuate per contrastare la pandemia di Covid-19.

## Vita privata
Durante la partecipazione al programma Ora o mai più ha rivelato che verso la metà degli anni duemila le è stato diagnosticato un tumore cerebrale, che, grazie alle cure, ha superato.

## Discografia

### Album
- 1998 - Lisa
- 1999 - L'essenziale
- 2000 - Lisa (per il mercato francese)
- 2003 - Oceano
- 2016 - Rispetto 6.1

### Singoli
- 1994 - Con un amico non puoi (come Annalisa Panetta)
- 1998 - Sempre
- 1998 - Un fiore in te
- 1998 - Domani
- 1998 - Siempre (versione spagnola di Sempre)
- 1999 - L'essenziale
- 1999 - Così non va
- 2002 - Adesso
- 2002 - Certe storie d'amore
- 2002 - Vivre ici
- 2003 - Oceano
- 2003 - Dolce carezza
- 2003 - Chi sei
- 2010 - Grido
- 2016 - Non è perfetto
- 2016 - Rispetto
- 2018 - C'era una volta

## Video
- 1998 - Sempre
- 1999 - L'essenziale
- 2002 - Adesso
- 2003 - Oceano
- 2016 - Non è perfetto
- 2018 - C'era una volta

## Partecipazioni al Festival di Sanremo
- Festival di Sanremo 1998 - Sempre (3º posto categoria Big, 2º posto categoria Giovani)
- Festival di Sanremo 2003 - Oceano (6º posto)

## Televisione
- Ora o mai più (Rai 1, 2018) - Vincitrice

## Teatro
- Caino e Abele di Tony Cucchiara (2000)